# Mimosella crosslandi
Mimosella crosslandi är en mossdjursart som beskrevs av Jean-Loup d'Hondt 1983. Mimosella crosslandi ingår i släktet Mimosella och familjen Mimosellidae. Inga underarter finns listade i Catalogue of Life.